# Felsőtárnok (Szerémség)
Felsőtárnok (horvátul: Tovarnik) falu és község (járás) Horvátországban, Vukovár-Szerém megyében. A községhez Felsőtárnok mellett még Illyefő (Ilača) tartozik.

## Fekvése
Vukovártól 24 km-re délkeletre, Horvátország keleti részén, a Nyugat-Szerémségben, közvetlenül a szerb határ mellett, a Duna menti löszterasz egyik hátságán található. Vidéke termékeny, hullámos alföldi terület. Szomszédos települések: Hosszúlovász (Lovas), Illyefő (Ilača), Csótnémeti (Nijemci), Szerbia felől pedig Sid (Šid) mezőváros. Érinti a Zágráb–Belgrád-vasútvonal.

## Történelme
A régészeti leletek tanúsága szerint területén már az őskor óta élnek emberek. A falutól 2 km-re nyugatra, az illyefőre vezető úttól északra és délre fekvő „Orašje” nevű lelőhelyen 1971-ben és 2006-ban végzett feltárások során a kőrézkor korai és késői szakaszához tartozó bádeni és a Vučedoli kultúra településeinek maradványait találták. Mellette ókori és középkori leletek is előkerültek. A lelőhely északi részén megtalálták a Mursáról (Eszék) Sirmiumba (Szávaszentdemeter) menő római út maradványait is, melyen Tárnoknál állt az „Ulmo” nevű útállomás (mansio).
A középkori Tárnokot 1335. június 1-jén „Tarnuk” néven említik először abban az oklevélben, melyben a szenternői káptalan előtt Endre bán fia Mortunus, Valkó vármegyei nemes, Tárnok nevű birtokát nejének Klárának a Bihar vármegyei Péterji János lányának elzálogosítja. Neve magyar eredetű, és arra utal, hogy hajdan tárnokok – a királyi kincstár alkalmazottjai, intézői – lakták. A középkorban többször is Tárnokon tartotta Valkó megye gyűléseit. 1404-ben „Tharnuk”, 1443-ban és 1445-ben „Tharnok” néven szerepel a korabeli oklevelekben. A 15. században a Nempti Lorántfi és a Tamási (Vajdafi) családoké volt.
A település 1526-ban Valkóvár eleste után került török kézre és 1691-ig uralma alatt állt. 1632-ben 30 ház állt a településen. A török időkben a középkori magyar lakosság helyére muzulmánok és pravoszláv délszlávok költöztek, akik a török kiűzése idején elmenekültek. Ezt követően a török megszállás alatt maradó Boszniából katolikus horvátok (sokácok) települtek be. 1719-ben a ferencesek megalapították a katolikus plébániát, akik 1757-ig irányították azt. Kezdetben az udvari kamara volt a birtokosa, majd 1720-ban Von Fels báró, császári generálisnak adományozták, aki 1722-ben Josef Oduyer generálisnak adta át. 1725-ben a birtok Johann Wilhelm von Pfeffershofen báróé lett, aki 1728-ban a vukovári uradalom akkori birtokosának Johann Ferdinand von Küffstein grófnak adta át. Végül 1736-tól az Eltz család lett a birtokosa, akik egészen 1945-ig birtokolták. Az iskolai oktatás már 1758-ban megindult a településen. Tárnok 1814-ben vásártartási jogot kapott. 1826-ban megnyílt a postahivatal. 1887-ig járásbíróság és kerületi központ volt. 1891-ben a Vinkovce-Szávaszentdemeter vonalon bekapcsolták a vasúti forgalomba. 1894-ben megnyílt a horvát olvasókör.
Az első katonai felmérés térképén „Tovarnik” néven található. Lipszky János 1808-ban Budán kiadott repertóriumában „Tovarnik” néven szerepel. Nagy Lajos 1829-ben kiadott művében „Tovarnik” néven 78 házzal, 2 katolikus és 698 ortodox vallású lakossal találjuk.

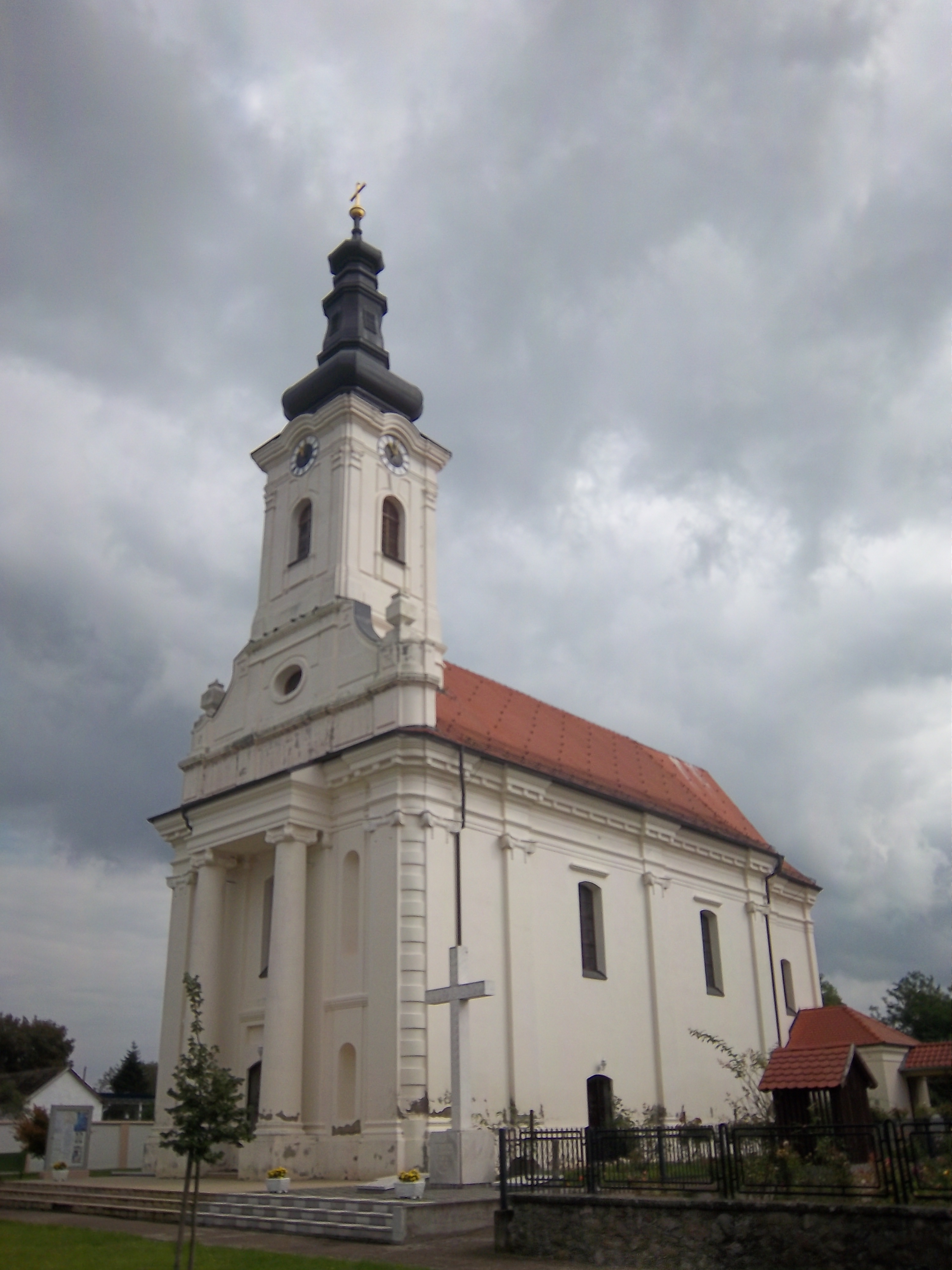
A római katolikus templom

A településnek 1857-ben 630, 1910-ben 913 lakosa volt. Szerém vármegye Sidi járásához tartozott. Az 1910-es népszámlálás adatai szerint lakosságának 60%-a horvát, 18%-a német, 15%-a szerb, 3%-a magyar anyanyelvű volt. A település az első világháború után az új szerb-horvát-szlovén állam, majd később (1929-ben) Jugoszlávia része lett. 1941 és 1945 a Független Horvát Államhoz tartozott, majd a szocialista Jugoszlávia fennhatósága alá került. A második világháborúban a heves harcok helyszíne volt, mivel  közel feküdt a szerémi frontvonalhoz. 1944. december 8-án a falut elfoglaló partizánok nem teljes adatok szerint 51 helyi horvát polgárt gyilkoltak meg kegyetlen módon. 1991-től a független Horvátország része. 1991-ben lakosságának 71%-a horvát, 22%-a szerb, 3%-a jugoszláv nemzetiségű volt. A horvátországi háború idején a szerbek 1991. szeptemberében elfoglalták a települést. Szeptember 22-én 68 helyi horvát polgárt gyilkoltak meg, köztük Ivan Burik katolikus plébánost is. A nemszerb lakosságot elüldözték, házak és a gazdasági épületek 75%-át elpusztították. A templom, a kultúrház, a posta, a vasútállomás, a rendőrőrs és a temetőkápolna is elpusztult. Az elmenekült lakosság csak 1997-ben térhetett vissza. A háború után mindent újjáépítettek.
A falunak 2011-ben 1916 lakosa volt. 2015 szeptemberében a sajtóhírekben többször is szerepelt, miután a magyar-szerb műszaki határzár elkészültével az Európai Unióba tartó migránsok itt lépték át tömegesen a szerb-horvát zöldhatárt Szerbia felől.

## Gazdaság
A helyi gazdaság alapja a mezőgazdaság. A legnagyobb mezőgazdasági vállalat az Agro-Tovarnik, mely a földterületek nagy részét műveli.

## Népessége
| Lakosság változása | Lakosság változása | Lakosság változása | Lakosság változása | Lakosság változása | Lakosság változása | Lakosság változása | Lakosság változása | Lakosság változása | Lakosság változása | Lakosság változása | Lakosság változása | Lakosság változása | Lakosság változása | Lakosság változása | Lakosság változása |
| ------------------ | ------------------ | ------------------ | ------------------ | ------------------ | ------------------ | ------------------ | ------------------ | ------------------ | ------------------ | ------------------ | ------------------ | ------------------ | ------------------ | ------------------ | ------------------ |
| 1857               | 1869               | 1880               | 1890               | 1900               | 1910               | 1921               | 1931               | 1948               | 1953               | 1961               | 1971               | 1981               | 1991               | 2001               | 2011               |
| 2.003              | 2.272              | 2.047              | 2.272              | 2.390              | 2.521              | 2.428              | 2.502              | 1.990              | 2.279              | 2.984              | 3.049              | 2.960              | 3.001              | 2.326              | 1.916              |

- 1910-ben 2521 lakosából 82 fő magyar, 445 német, 1508 horvát és 388 szerb volt.
- 1991-ben 3001 lakosából 2136 horvát (71,2%), 670 szerb (22,3%) és 7 magyar (0,2%) volt.

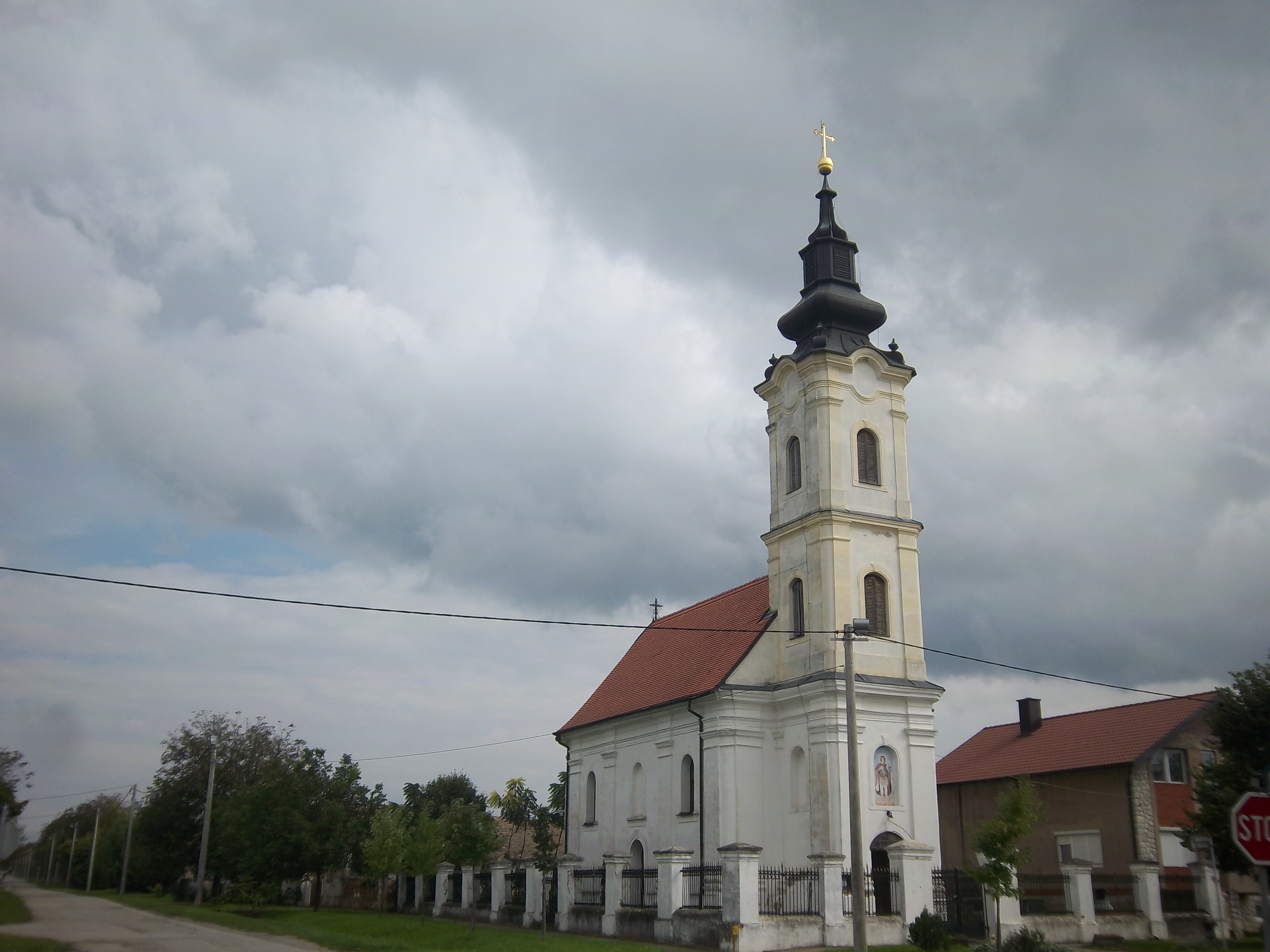
Szent György szerb pravoszláv templom

- 2011-ben 1916 lakosa volt.

## Nevezetességei
- Szent Máté apostol és evangélista tiszteletére szentelt római katolikus temploma[11] 1804-ben épült későbarokk-klasszicista stilusban. A horvátországi háború idején a szerbek lerombolták. Tornya ledőlt, a tető leégett, az egész berendezés megsemmisült. A háború után újjáépítették. Egyhajós épület, a hajónál keskenyebb, félköríves apszissal és új sekrestyével. A templom téglából épült, a boltozat kupolás, a tetőszerkezetet hódfarkú cserép borítja. A padló kerámialapokkal burkolt. A homlokzatot függőlegesen oszlopok, vízszintesen párkányok, az oldalhomlokzatokat pilaszterek tagolják. A bejárati rész felett középen ovális ablakkal díszített attika, felette hagymakupolás, félköríves és ovális ablakokkal tagolt harangtorony áll.

- A Szent Györgynek szentelt pravoszláv templom[12] 1799-ben épült a település központjában, a főút mentén, későbarokk stílusban. Az építtető Petar Šuvaković volt. A templom egyhajós épületként épült, félköríves apszissal és a főhomlokzat elé épített harangtoronnyal. A magas harangtornyot élpilaszterek díszítik, amelyeket a földszinten félköríves portál, a felsőbb emeleteken pedig félköríves ablaknyílások tagolnak. A tornyot profilozott párkányok tagolják, felül az óra helyével. A harangtorony hosszúkás, késő barokk sisakban végződik, amelyen egy gömb és kereszt van. Az oldalhomlokzatokat és az apszist sekély pilaszterek díszítik, félköríves ablakokkal tagolva. A templom körül 19. századi sírok láthatók, vörös kőből készült sírkövekkel. A kaput falazott mellvédek veszik körül oszlopokkal és vas kovácsoltvas kerítéssel. Belül a falazott ikonosztáz a 19. századból származik, Gligorij Davidović Opšić festőművész munkája, fresco-secco technikával festett ikonokkal. A festményeket és egyéb dekorációkat 1903-ban készítette Milisav Marković. Készítője Stevan Todorović, belgrádi akadémikus festőmész volt. Két nagyméretű falfestménye „Szent Száva nem hajlandó visszatérni apja otthonába”, és „Stevan Dečanski látomása” a hajó bejáratát díszítik.

- Antun Gustav Matoš szülőháza.[13] Matoš a századforduló horvát modernizmusának legjelentősebb írója, szülőháza nem messze a plébániatemplomtól a falu központjában található. Az eredeti ház, ahol Matoš 1873-ban született, a 19. század első felében építették az akkor Szlavóniában divatos építési módszer szerint. Állami iskolaként és tanári lakásként épült, ahol az író élete első két évét töltötte, majd családjával Zágrábba költözött. A 20. században a ház új, szélesebb utcai homlokzatot kapott, amelyet a késő klasszicizmus jegyében terveztek. 2008-ban megkezdődött a szülőház rekonstrukciós helyreállítása, amelynek során a hagyományos és a profán építészet ötvöződött. Ma a ház kulturális központ, amely a ház 9 részből áll: állandó kiállítóterem, könyvtár és olvasóterem, emlékkönyvtár és dokumentációs Központ, többcélú tér, ajándékbolt, irodalmi klub, műhelyterem, közigazgatási tér, valamint könyvtár és archívum. A földszint szélesebb oldala az utcára néz. A homlokzat lizénákkal van tagolva. A téglalap alakú ablakokat párkányok és sekély építőelemek díszítik. A homlokzat jobb oldalát téglalap emléktábla jelöli A. G. Matoš alakjával.

## Kultúra
A KUD Antun Gustav Matoš kulturális és művészeti egyesületet 1996-ban alapították.

## Oktatás
A helyi oktatás kezdetei 1758-ig nyúlnak vissza. Abban az időben Tárnok különös jelentőséggel bírt a vukovári uradalomban, amelynek része volt. A településen járásbíróság, a posta, a lovassági laktanya és községháza is volt. 1758-ban a templom mellett megnyílt a horvát népiskola, melynek már az elején 40 tanulója volt. A tanító éves fizetése 30 forint volt és ingyenes lakás járt a számára a községi önkormányzattól, valamint a gabona egy része a plébánostól, aki a jobbágyoktól tizedet kapott. 1784-ben új iskolaépületet építettek. Ekkor az iskolában három osztályban 152 diák tanult. A tanítás csak télen tartott. Az első tanító az új iskolában a 30 éves Josip Čolić volt, aki helyi jobbágycsaládból származott.. A tantárgyak hittan, német és szláv írás és olvasás, számtan és német nyelv voltak. A plébános jelentése szerint 1802. április 10-én az iskola épülete összedőlt, alkalmatlan volt a tanításra. Mivel a faluban nem volt megfelelő iskolaépület, a vukovári uradalom volt köteles építőanyagot biztosítani az iskola építéséhez. A 19. század második felében az iskolában három osztály volt. 1865-ben 80 diák vett részt az oktatásban. 1891-ben új iskolaépületet emeltek. A településen ma az Antun Gustav Matoš általános iskola működik.

## Sport
- Az NK Hajduk Tovarnik futballbot 1924-ben alapították.
- TK AS Tovarnik teniszklub
- A településen minden nyáron kispályás labdarúgótornát rendeznek.

## Egyesületek
Az Udruga Žena Tovarnik nőegyesületet 2008-ban alapították.

## Híres emberek
- Itt született Antun Gustav Matoš (1873–1914) horvát költő, újságíró, esszéista.
- Itt halt mártírhalált Ivan Burik katolikus pap 1991-ben a horvátországi háború során.